# Embothrium coccineum
Embothrium coccineum är en tvåhjärtbladig växtart som beskrevs av J.R. Forster & G. Forster. Embothrium coccineum ingår i släktet Embothrium och familjen Proteaceae. Inga underarter finns listade i Catalogue of Life.